# Roksana Węgiel
Roksana Emilia Węgiel (født 11. januar 2005) er en polsk sanger som repræsenterede Polen og vandt Junior Eurovision Song Contest 2018 med sangen "Anyone I Want To Be" sangen opnåede 215 point. Roksana vandt også den første sæson af den polske udgave af Voice Junior. Efter hendes sejr i 2018 blev hun også vært i Junior Eurovision Song Contest 2019 sammen med Ida Nowakowska og Aleksander Sikora.

## Diskografi
- Roksana Węgiel (2019)
- 13+5 (2023)